# Peter Martin Pirquet von Cesenatico

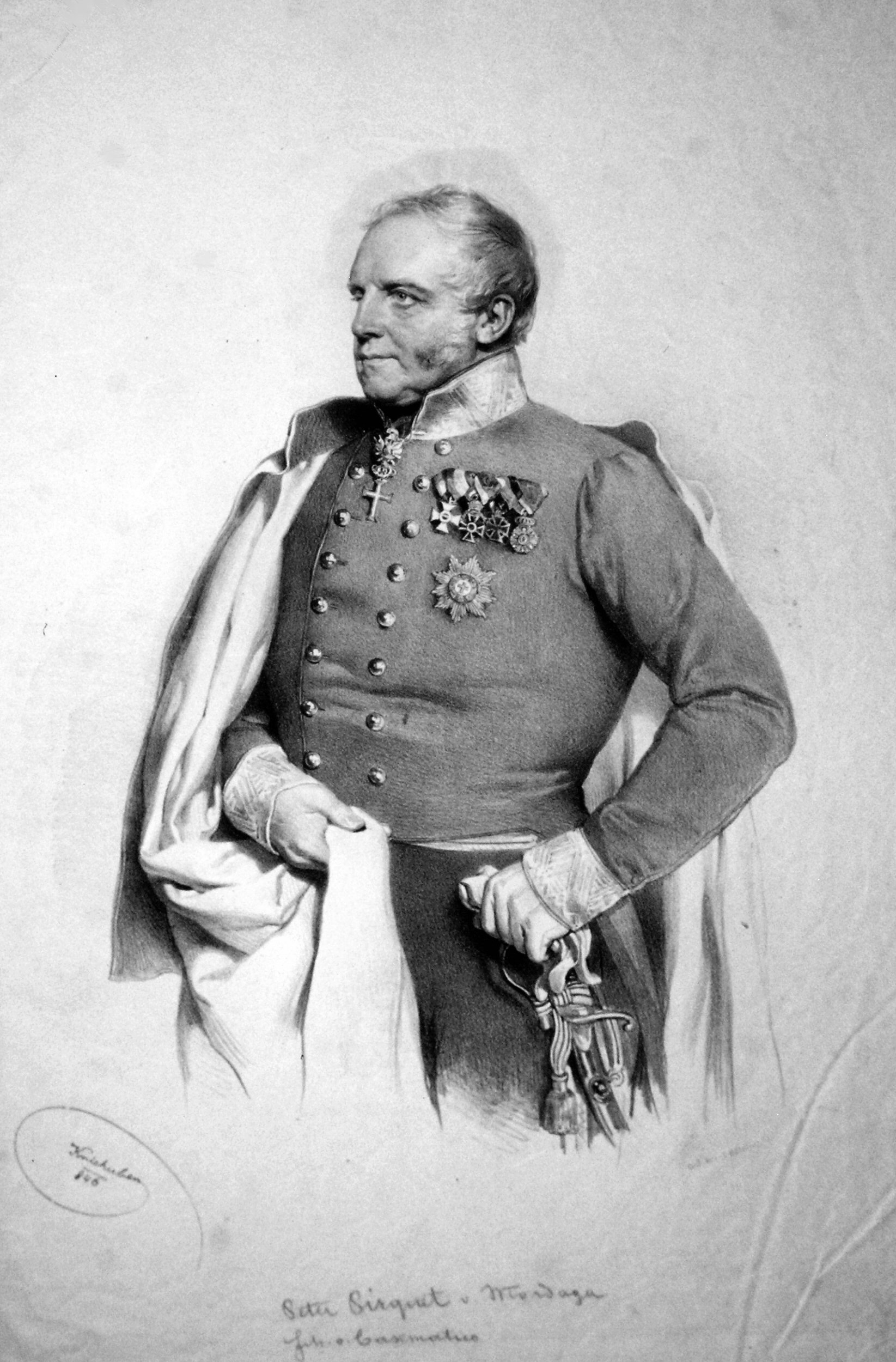
Peter von Pirquet, Lithographie von Josef Kriehuber, 1846

Peter Martin Freiherr Pirquet von Cesenatico (* 1. Februar 1781 in Lüttich; † 21. November 1861 in Wien) war k. k. Feldzeugmeister und Ritter des Militär-Maria-Theresien-Ordens. Er gilt als der letzte Wallone im Militärdienst Altösterreichs.

## Werdegang
Pirquet stammte von einer alten Patrizierfamilie des Hochstifts Lüttich ab. Jean Martín von Pirquet wirkte als Kommandant im fürstbischöflichen National-Regiment und erlangte am 14. Mai 1742 die Anerkennung seiner adeligen Herkunft. Der junge Peter Pirquet de Merdaga fühlte sich schon in der Kindheit zum Soldatenstand hingezogen. Als die Koalitionskriege begannen, verrichtete er als neunjähriger Knabe 1790 im belagerten Maastricht Dienst und erweckte Aufmerksamkeit bei den altgedienten Soldaten. 1799 trat er als Kadett in ein Infanterieregiment der k.k. Armee  ein.
Pirquet tat sich in etlichen Schlachten der Koalitionskriege gegen Frankreich hervor und kommandierte als Fähnrich bei Hohenlinden eine Kompanie. 1805 erbeutete er als Leutnant und Kommandant einer Streifabteilung vierzig gegnerische Proviantschiffe auf dem Bodensee. An der Schlacht bei Ebelsberg nahe dem Schloss Ebelsberg nahe Linz am 3. Mai 1809 zeigte sich Oberleutnant Pirquet sehr beteiligt. Dank seines Einsatzes gelang die Evakuierung des Schlosses, er selbst blieb aber scheinbar tödlich verletzt auf dem Schlachtfeld zurück. Die Franzosen transportierten ihn mit den übrigen Gefangenen und Verwundeten nach Linz. Hier konnten die Ärzte wider aller Erwartungen sein Leben doch noch retten. 1811 kehrte Pirquet nach fünfzehnmonatiger Gefangenschaft in die Heimat zurück und suchte wegen seiner langen Rekonvaleszenz um den vorläufigen Ruhestand an.

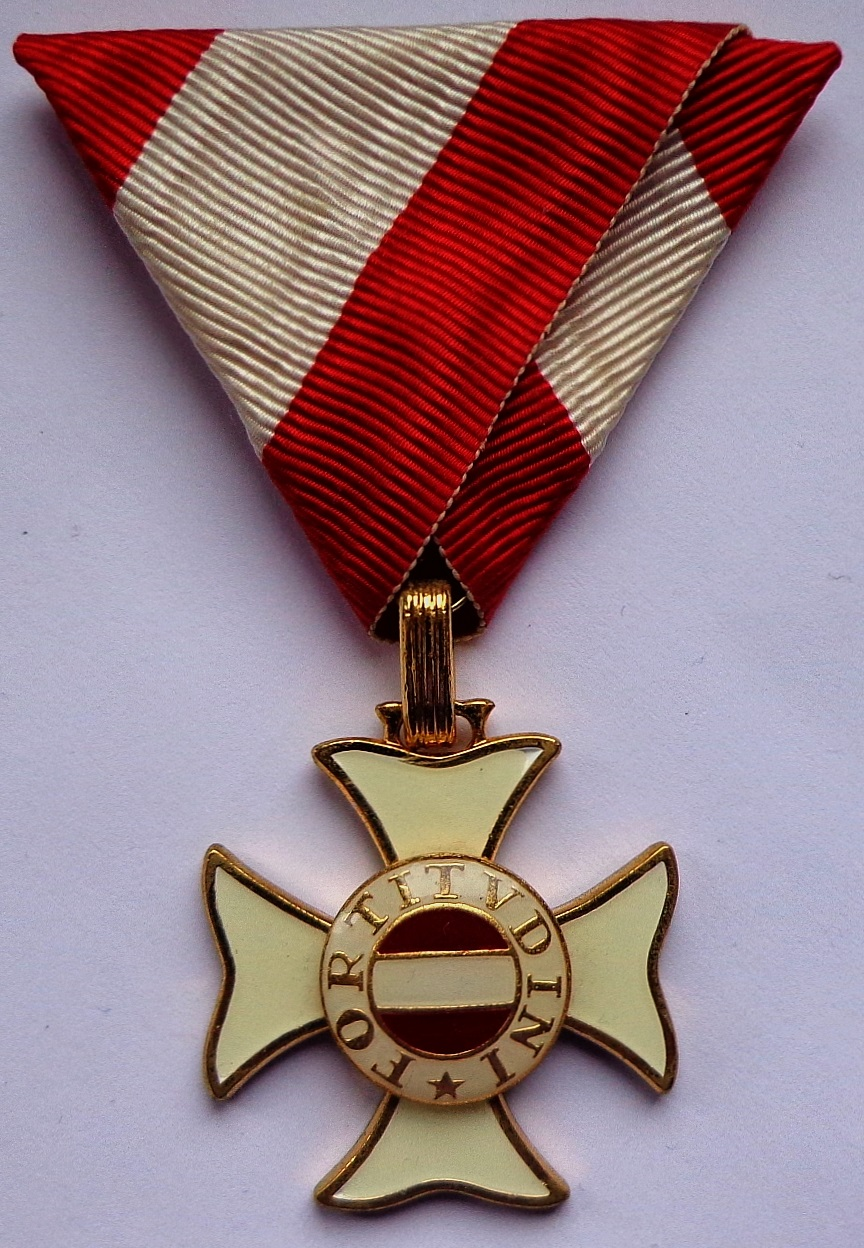
Ritterkreuz des Militär-Maria-Theresien-Ordens

Als Anerkennung seiner Taten erhielt Pirquet nicht nur den Rang eines Kapitänleutnants, sondern er erhielt darüber hinaus am 17. Juli 1813 das Ritterkreuz des Militär-Maria-Theresia-Ordens mit dem Datum von 3. Mai 1809. Im Juni 1813 kehrte er in den aktiven Dienst zurück und übernahm ein Jägerbataillon. Die Befreiungskriege gegen das Napoleonische Frankreich machte Pirquet zunächst in Kärnten, dann in Italien mit. Am 18. September 1813 griff er bei Hermagor im Gailtal einen zahlenmäßig deutlich überlegenen Gegner an und konnte dabei persönlich eine französische Fahne erbeuten. Dank dieser und noch anderer erfolgreicher Taten sah sich Pirquet im Dezember 1813 außerordentlich zum Major befördert. 1814 in ein Tiroler Jägerkorps versetzt, rief ihn der Österreichisch-Neapolitanische Krieg im folgenden Jahr wieder auf das Schlachtfeld. Am 23. April 1815 gelang Pirquet als Kommandant der Vorposten ein Überfall auf die neapolitanischen Truppen bei Cesenatico. Zwar befanden sich die Neapolitaner in der Überzahl, doch Pirquet nützte den Überraschungseffekt. Diese Überrumpelung kostete den Gegner um die 250 Tote und Verwundete, während die Österreicher vergleichsweise geringe Verluste erlitten. Kaiser Franz I. von Österreich verlieh ihm dafür am 2. Mai 1815 das Ritterkreuz des österreichisch-kaiserlichen Leopold-Ordens. Im Oktober 1815 erfolgte seine Beförderung zum Oberstleutnant und seit dem Jahr 1816 kommandierte Pirquet das 9. Jägerbataillon.
Am 14. Mai 1818 erhielt Peter Martin von Pirquet den österreichischen Freiherrnstand mit dem Prädikat „von Cesenatico“. Die folgenden Jahre prägte sein innenpolitischer Einsatz gegen das Bandenwesen wie auch sein Aufstieg in die Generalität. 1841 übernahm Pirquet einen Posten in der kaiserlichen Arcièren-Leibgarde. Pirquet zog, wann immer dies möglich war, das Landleben dem Aufenthalt in der Residenzstadt vor. Er verbrachte häufig die Zeit auf dem Gut seines Schwiegersohnes Hauptmann Baron Eiselsberg zu Steinhaus.
Pirquet starb in Wien nach längerer Krankheit am 21. November 1861. Seinen Leichnam brachte man nach Steinhaus in Oberösterreich, wo die feierliche Bestattung im Mausoleum der Familie von Eiselsberg erfolgte.

## Heirat und Nachkommen
Peter Freiherr Pirquet von Cesenatico heiratete am 25. August 1825 Johanna Freiin von Mayern. Aus der Ehe entsprossen drei Söhne und drei Töchter, unter denen der bekannteste Anton Freiherr Pirquet von Cesenatico (1826–1848) ist. Er fiel bei Forte Rivoli am 22. Juli 1848 und wurde posthum mit dem Ritterkreuz des Maria-Theresien-Ordens ausgezeichnet. Weitere bedeutende Persönlichkeiten aus der Linie:
- Clemens Peter Freiherr von Pirquet, Kinderarzt und Universitätsprofessor, berühmt durch seine Forschungen auf den Gebieten der Bakteriologie und Immunologie.
- Enkel Anton von Eiselsberg, Begründer der Neurochirurgie als eigene Wissenschaft, Vater der Emergency rooms, erster Präsident der österreichischen Krebsgesellschaft, Präsident der Gesellschaft der Ärzte, Pionier der Unfallchirurgie, Admiral Arzt, war der erste Europäer, der erfolgreich einen Rückenmarkstumor entfernte, galt als bester Chirurg seiner Zeit, begründete eine eigene Chirurgenschule
- Guido von Pirquet, Raketenforscher, trug wesentlichen Anteil an der Berechnung der Apollo-Missionen der NASA. Ihm zu Ehren wurde ein Mondkrater „Pirquet’scher Krater“ benannt.

## Wappen
„Ein halb quer und die Länge getheilter Schild. Im rechten oberen silbernen Felde drei aufrechtstehende (2 über 1) rothe Löwen; im rothen unteren blauen Felde zwei kreuzweis gelegte goldene weißbefiederte, mit den Spitzen nach aufwärts gerichtete Pfeile, deren Spitzen ein goldener Stern eingestellt ist. In der linken silbernen Schildeshälfte ragt aus dem unteren rechten blauen Feldesrande ein blaugekleideter Arm hervor, der mit bloßer Hand eine fliegende blauweißrothe Fahne an einer gleichfärbigen Stange hält, an deren Spitze auf einem goldenen Knopf ein einfacher linksgekehrter kleiner goldener, zum Fluge gerichteter Adler angebracht ist. Auf dem Schilde ruht die Freiherrnkrone, auf welcher sich ein in’s Visir gestellter, gekrönter Turnierhelm erhebt. Aus der Krone wächst ein  offener blauer, mit einem goldenen Stern belegter Adlerflug, welchem ein rother Löwe mit offenem Rachen, ausgeschlagener rother Zunge und aufgeschlagenem Schweife eingestellt ist. Die Helmdecken sind rechts roth mit Silber, links blau mit Gold belegt“ (C. v. Wurzbach, Biographisches Lexikon, Bd. 22, S. 340 ff.).